# Седьмое небо (телесериал)
«Седьмое небо» (англ. 7th Heaven) — американский телесериал, созданный и произведенный Брендой Хэмптон при участии Аарона Спеллинга, премьера которого состоялась 26 августа 1996 года на телеканале The WB, а финал был показан 13 мая 2007 года. В России премьера этого сериала состоялась в 1998 году на телеканале СТС.
Сериал рассказывает о протестантской семье Камден, которая живёт в небольшом городке в штате Калифорния. В центре сюжета преподобный Эрик Камден, его жена Энни и их семеро детей, названные в честь ключевых библейских персонажей
«Седьмое небо» вошел в историю став самой продолжительной семейной драмой на телевидении, продержавшись в эфире одиннадцать сезонов, включающих в себя 243 эпизода. Кроме того это самое продолжительное телешоу, производства Аарона Спеллинга.
Сериал демонстрировался на канале The WB с 26 августа 1996 по 8 мая 2006 года. В 2006 году канал The WB прекратил своё существование, после его слияния с UPN, вследствие чего был создан The CW. Хотя первоначально финал сериала должен был состояться 8 мая 2006 года, из-за высоких рейтингов The CW решили продлить его на ещё один сезон. «Седьмое небо» — самый успешный проект в истории канала The WB. Первый сезон сериала на только что основанном канале наблюдало в среднем 3,2 млн зрителей, а третий достиг максимума в количестве 12,5 миллионов. Финальный эпизод десятого, и как планировалось финального сезона наблюдало 7,56 млн зрителей, а когда The CW решил возобновить сериал ещё на один сезон, рейтинги упали до 3,3 млн, и в конечном счете из-за больших затрат на производство и низких рейтингов одиннадцатый сезон стал последним.